# ダスティン・マゴワン
ダスティン・マイケル・マゴワン（Dustin Michael McGowan, 1982年3月24日 - ）は、アメリカ合衆国ジョージア州サバンナ出身のプロ野球選手（投手）。右投右打。現在はフリーエージェント。愛称はD-マック。

## 経歴

### プロ入りとブルージェイズ時代
2000年にMLBドラフト1巡目追補（全体33位）でトロント・ブルージェイズから指名され、プロ入り。2003年開幕前にベースボール・アメリカ誌の有望株ランキングでブルージェイズ傘下で最高評価を受けたが、2004年5月にトミー・ジョン手術を受けている。
2005年7月30日のボルチモア・オリオールズ戦でメジャーデビュー。2006年1月にベースボール・アメリカ誌の有望株ランキングでブルージェイズ傘下で3年ぶりに最高評価を受けた。しかし、2006年までは先発ローテーションの谷間を埋めたり敗戦処理として起用され、メジャー定着はならなかった。
2007年は、開幕をAAA級シラキュース・チーフスで迎えたが、グスタボ・チャシーンの故障者リスト入りに伴い、5月3日にメジャーに昇格を果たし、同日シーズンメジャー初登板。その後、閉幕まで先発投手として起用され、チーム2位タイの12勝を挙げた。6月24日のコロラド・ロッキーズ戦では8回までノーヒットに抑えていたが、9回に8番打者のジェフ・ベイカーに安打を打たれノーヒットノーランはならなかった。
2008年は開幕から先発投手としてロイ・ハラデイ、A.J.バーネットに次ぐ3番手として起用された。7月8日のオリオールズ戦で右肩関節唇を痛め、翌9日から故障者リスト入り。7月31日に手術を受け、シーズンを終えることになった。
2009年は肩のリハビリのため全休。7月には痛めていた右膝の手術も受けた。2010年は復帰を目指してスプリングトレーニングに参加したが、球速が上がらなかったためにノースロー調整を余儀なくされる。6月中旬にようやく投球練習を再開したが、僅か8球を投げた所で右肩に痛みを訴えて降板。検査の結果回旋筋腱板の損傷が判明し、そのまま手術を受けてシーズンを終えた。度重なる怪我により2年以上も実戦登板から遠ざかってしまったが、フロントはかつて肩の故障で解雇した後にセントルイス・カージナルスでサイ・ヤング賞を受賞したクリス・カーペンターの反省も踏まえ、マゴワンの復活を期待して2011年も年俸45万ドルで契約を結んだ。マゴワンは故障が再発しても新たに手術を受けるつもりはないことを表明し、現在のリハビリを復帰への「最後のチャンス」と位置付けた。ジョン・ファレル監督はマゴワンを将来的に先発ではなくリリーフとして起用する可能性も示した。
2011年7月2日に、A+級ダニーデン・ブルージェイズで3年ぶりの実戦登板を果たす。1度の登板での投球数を40球以内に抑えながら、7試合で15.2回を投げ、8月10日にAA級ニューハンプシャー・フィッシャーキャッツへ昇格。ここでは投球制限をやや緩め、5試合で19.2回に登板。合計12試合のリハビリ登板を終え、9月のロースター拡大に伴ってメジャーに昇格。9月6日のボストン・レッドソックス戦で、3年2カ月ぶりのメジャー復帰を果たした（4回を投げ5安打3失点）。
2012年は完全復活を期待され、3月26日に翌年から2年300万ドル（3年目は400万ドルのオプション）で契約を延長。しかし、足底筋膜炎のため開幕には間に合わず、リハビリの途中で右肩痛が再発。8月に右肩の手術を受け、またしても実戦登板なしのままシーズンを終えた。
2013年は同僚のスティーブ・デラバーに紹介された肩のトレーニング法を導入し、2年ぶりにメジャー復帰。全てリリーフ登板だったが、フォーシームの平均球速は全盛期並みの95.58マイルを計測するなど完全復活の兆しを見せた。
2014年は、開幕から先発ローテーションの一角を任されたが、8試合の先発登板で防御率5.08、WHIP1.62と結果を残すことができず、5月半ばにはリリーフへ配置換えとなった。リリーフとしては45試合に登板し、防御率3.35・WHIP1.16といった成績を残した。オフに球団から契約オプションが行使されず、FAとなった。

### フィリーズ時代
2015年2月23日にロサンゼルス・ドジャースと1年契約を結んだが、3月31日に自由契約となり、4月4日にフィラデルフィア・フィリーズとメジャー契約の1年契約を結ぶ。6月18日にDFAとなり、23日にマイナー契約で傘下のAAA級リーハイバレー・アイアンピッグスへ配属された。10月14日にFAとなった。

### マーリンズ時代
2015年12月1日にマイアミ・マーリンズとマイナー契約を結び、2016年のスプリングトレーニングに招待選手として参加した。
2016年4月3日にメジャー契約を結んで昇格したが、18日にDFAとなり、20日に40人枠を外れる形で傘下のAAA級ニューオーリンズ・ゼファーズへ配属された。5月11日に再びメジャー契約を結んでアクティブ・ロースター入りした。この年は55試合に登板して1勝3敗1セーブ・防御率2.82・63奪三振の成績を残した。11月3日にFAとなったが、12月12日に1年契約で再契約した。
2017年は63試合に登板して8勝2敗・防御率4.75・64奪三振の成績を残した。オフの11月2日にFAとなった。

### マーリンズ退団後
2018年2月9日にタンパベイ・レイズとマイナー契約を結んでスプリングトレーニングに招待選手として参加することになったが、3月7日に自由契約となった。

## 投球スタイル
92 - 96mph（約148.1 - 154.5km/h）の速球とスライダーやカーブを組み合わせる速球派の先発投手だったが、2008年以降は度重なる故障に苦しんでいる。

## 詳細情報

### 年度別投手成績
| 年 度     | 球 団     | 登 板 | 先 発 | 完 投 | 完 封 | 無 四 球 | 勝 利 | 敗 戦 | セ 丨 ブ | ホ 丨 ル ド | 勝 率 | 打 者 | 投 球 回 | 被 安 打 | 被 本 塁 打 | 与 四 球 | 敬 遠 | 与 死 球 | 奪 三 振 | 暴 投 | ボ 丨 ク | 失 点 | 自 責 点 | 防 御 率 | W H I P |
| --------- | --------- | ----- | ----- | ----- | ----- | -------- | ----- | ----- | -------- | ----------- | ----- | ----- | -------- | -------- | ----------- | -------- | ----- | -------- | -------- | ----- | -------- | ----- | -------- | -------- | ------- |
| 2005      | TOR       | 13    | 7     | 0     | 0     | 0        | 1     | 3     | 0        | 1           | .250  | 205   | 45.1     | 49       | 7           | 17       | 0     | 7        | 34       | 7     | 0        | 34    | 32       | 6.35     | 1.46    |
| 2006      | TOR       | 16    | 3     | 0     | 0     | 0        | 1     | 2     | 0        | 1           | .333  | 143   | 27.1     | 35       | 2           | 25       | 2     | 2        | 22       | 3     | 1        | 27    | 22       | 7.24     | 2.20    |
| 2007      | TOR       | 27    | 27    | 2     | 1     | 1        | 12    | 10    | 0        | 0           | .545  | 705   | 169.2    | 146      | 14          | 61       | 3     | 2        | 144      | 13    | 0        | 80    | 77       | 4.08     | 1.22    |
| 2008      | TOR       | 19    | 19    | 1     | 0     | 0        | 6     | 7     | 0        | 0           | .462  | 474   | 111.1    | 115      | 9           | 38       | 1     | 5        | 85       | 5     | 0        | 60    | 54       | 4.37     | 1.37    |
| 2011      | TOR       | 5     | 4     | 0     | 0     | 0        | 0     | 2     | 0        | 0           | .000  | 96    | 21.0     | 20       | 4           | 13       | 0     | 1        | 20       | 3     | 0        | 15    | 15       | 6.43     | 1.57    |
| 2013      | TOR       | 25    | 0     | 0     | 0     | 0        | 0     | 0     | 0        | 6           | ----  | 114   | 25.2     | 19       | 2           | 12       | 1     | 2        | 26       | 3     | 0        | 11    | 7        | 2.45     | 1.21    |
| 2014      | TOR       | 53    | 8     | 0     | 0     | 0        | 5     | 3     | 1        | 10          | .625  | 354   | 82.0     | 80       | 13          | 33       | 1     | 3        | 61       | 2     | 0        | 41    | 38       | 4.17     | 1.38    |
| 2015      | PHI       | 14    | 1     | 0     | 0     | 0        | 1     | 2     | 0        | 0           | .333  | 118   | 23.1     | 29       | 7           | 20       | 1     | 0        | 21       | 1     | 0        | 21    | 18       | 6.94     | 2.10    |
| 2016      | MIA       | 55    | 0     | 0     | 0     | 0        | 1     | 3     | 1        | 3           | .250  | 279   | 67.0     | 49       | 7           | 33       | 7     | 2        | 63       | 4     | 0        | 26    | 21       | 2.82     | 1.22    |
| 2017      | MIA       | 63    | 0     | 0     | 0     | 0        | 8     | 2     | 0        | 3           | .800  | 330   | 77.2     | 77       | 13          | 27       | 5     | 2        | 64       | 5     | 0        | 42    | 41       | 4.75     | 1.34    |
| MLB：10年 | MLB：10年 | 290   | 69    | 3     | 1     | 1        | 35    | 34    | 2        | 24          | .507  | 2818  | 650.1    | 619      | 78          | 279      | 21    | 26       | 540      | 46    | 1        | 357   | 325      | 4.50     | 1.38    |

- 2017年度シーズン終了時

### 表彰
- ハッチ賞：2016年

### 背番号
- 40（2005年 - 2007年途中、2015年）
- 29（2007年途中 - 2008年、2011年、2013年 - 2014年）
- 33（2016年）
- 22（2017年）